# ويليام أ. والاس
ويليام أ. والاس (بالإنجليزية: William A. Wallace) (و. 1827 – 1896 م) هو سياسي، ومحامي أمريكي، كان عضوًا في الحزب الديمقراطي، توفي في نيويورك، عن عمر يناهز 69 عاماً.

## مناصب
تولى منصب عضو مجلس الشيوخ الأمريكي ‏ (4 مارس 1875–4 مارس 1881)
- عضو مجلس ولاية بنسيلفانيا

.